# 悟良哈台
悟良哈台（?—?），元朝大臣，又作兀良哈台，元惠宗时中书平章政事。
至正十二年（1352年），由枢密副使转任中书添设参知政事。至正十三年（1353年），升任中书右丞，兼大司农卿，同知经筵事。因为军饷不济，建议屯田京畿，和左丞乌古孙良桢主持屯田，一年岁入二十万石供军粮。至正十五年（1355年），担任河南行省平章政事。至正十六年（1356年），入朝担任中书省平章政事，知经筵事。至正十八年（1358年），右丞相太不花被弹劾罢官，他代替领兵，节制河北诸军。至正十九年（1359年），知枢密院事，跟随孛罗帖木儿攻打察罕帖木儿部将八不沙，后来率达达军回京。